# 劉悝
劉悝（2世紀—172年11月9日），汉桓帝的弟弟，蠡吾侯刘翼的儿子。

## 生平
汉桓帝即位后，劉悝袭爵为蠡吾侯。147年七月，勃海孝王劉鴻去世，没有儿子。梁太后封刘悝为勃海王，以祭祀刘鸿做他的继承人。
後來劉悝沉湎淫乐，多行不法。北軍中候史弼擔心劉悝再下去會謀亂，因此上書漢桓帝，建議桓帝將劉悝小懲大戒，以免劉悝日後犯了大罪，大獄興起，漢桓帝因為劉悝是自己同父同母的至親弟弟，不忍用史弼的方法。
165年正月，劉悝因为谋逆失敗被擒，有官員上奏漢桓帝要求將劉悝廢為庶民，但漢桓帝不忍心，只是將他贬为瘿陶王，癭陶屬鉅鹿郡一小縣，劉悝的食邑大減。漢桓帝又以橋玄善長監察，拜橋玄為鉅鹿太守，劉悝因畏懼橋玄之嚴明執法，於是約束自己，靜息不法行為。
後來橋玄已被調走，劉悝后悔犯事而食邑大減，因此请托中常侍王甫游说桓帝，如果能恢复原来的封国，愿送王甫五千万钱作为谢礼。167年十二月桓帝遗诏恢复劉悝渤海王，劉悝認為是兄長自己的意願，並非是王甫的功勞，所以没有给王甫钱，因此王甫非常生氣，於是暗地裡找劉悝的過失。172年王甫诬告刘悝图谋不轨，劉悝被汉灵帝下狱，劉悝自杀。妃妾十一人，子女七十人，伎女二十四人，都死於狱中。王傅、王相以下等官吏，被朝廷以沒有辅导好勃海王劉悝為由全部處死。众人都可怜刘悝。
王妃宋氏是孝靈宋皇后的姑母。宋皇后也间接因为刘悝事件而被诬陷被废，最后冤死。